# دی‌متیلول اتیلن اوره
دی‌متیلول اتیلن اوره (به انگلیسی: Dimethylol ethylene urea) با فرمول شیمیایی (C2H2N2(CH2OH)2)CO یک ترکیب شیمیایی است. که جرم مولی آن 146.14g/mol می‌باشد. شکل ظاهری این ترکیب، رزین سفید است.